# Luzerte
Die Luzerte (im Unterlauf auch Barmale genannt) ist ein kleiner Fluss im Südwesten von Frankreich, der im Département Pyrénées-Atlantiques der Region Nouvelle-Aquitaine und im Département Hautes-Pyrénées der Region Okzitanien westlich der Stadt Tarbes verläuft.

## Geografie

### Verlauf
Die Luzerte entspringt im Gemeindegebiet von Ger, entwässert generell Richtung Nordnordost durch die historische Provinz Bigorre und mündet nach rund 16 Kilometern im Gemeindegebiet von Saint-Lézer als linker Zufluss in den Canal de Luzerte.

### Durchquerte Gemeinden
(Reihenfolge in Fließrichtung)
- Ger
- Bordères-sur-l’Échez
- Oroix
- Tarasteix
- Montaner
- Saint-Lézer